# Eurycyde gorda
Eurycyde gorda là một loài nhện biển trong họ Ascorhynchidae. Loài này thuộc chi Eurycyde. Eurycyde gorda được miêu tả khoa học năm 1979 bởi Child.